# Избори за председника Украјине 2010.
Председнички избори у Украјини 2010. били су пети избори за председника Украјине након осамостаљења 1991. Први круг је одржан 17. јануара 2010. У други круг су прошли Виктор Јанукович и Јулија Тимошенко. Други круг је одржан 7. фебруара 2010. Победу је однео Виктор Јанукович. Централна изборна комисија је 14. фебруара и званично прогласила Јануковича за победника. Виши административни суд је 17. фебруара по жалби Јулије Тимошенко због фалсификације резултата поништио одлуку изборне комисије о проглашењу Јануковича за победника. Јулија Тимошенко је ипак након тога повукла жалбу пред судом сматрајући да не може остварити правду. Јанукович је положио заклетву 25. фебруара.

## Први круг
Први круг избора је одржан 17. јануара 2010. у коме је највише гласова добио Виктор Јанукович (35,32%), а следила је Јулија Тимошенко са 25,05%. Због тога што победник није добио апсолутну већину (бар 50%) оба кандидата су ушла у други круг избора.

## Други круг
Други круг је одржан 7. фебруара 2010. Према званичним подацима изборне комисије након пребројавања свих гласова победник је Виктор Јанукович са 48,95% (12.481.268 гласова), док је Јулија Тимошенко добила 45,36% (11.593.340 гласача), остатак гласова је био неважећи. Према страним посматрачима избори су били слободни и регуларни. Изборна комисија је и званично 14. фебруара прогласила Јануковича за победника а њему су честитали председници САД, Русије, Кине, околних држава Белорусије, Мађарске, Молдавије, Пољске, Словачке као и многих држава ЕУ. Виши административни суд је 17. фебруара по жалби Јулије Тимошенко због фалсификације резултата поништио одлуку изборне комисије о проглашењу Јануковича за победника.

## Графички резултати избора
| Виктор Јанукович | Јулија Тимошенко |

| Победници по окрузима у првом кругу. | Победници по окрузима у другом кругу. |

## Галерија
- Промоција кандидата Арсенија Јацењука (август 2009.)
- Реклама за Јулију Тимошенко са слоганом „Она ради“ (август 2009.)
- Концерт за подршку Јануковичу,
Дњепропетровск, 25. децембра 2009.